# Centro (São Gonçalo)
O Centro de São Gonçalo é a sede do 1º distrito do município de São Gonçalo, no estado do Rio de Janeiro, no Brasil.

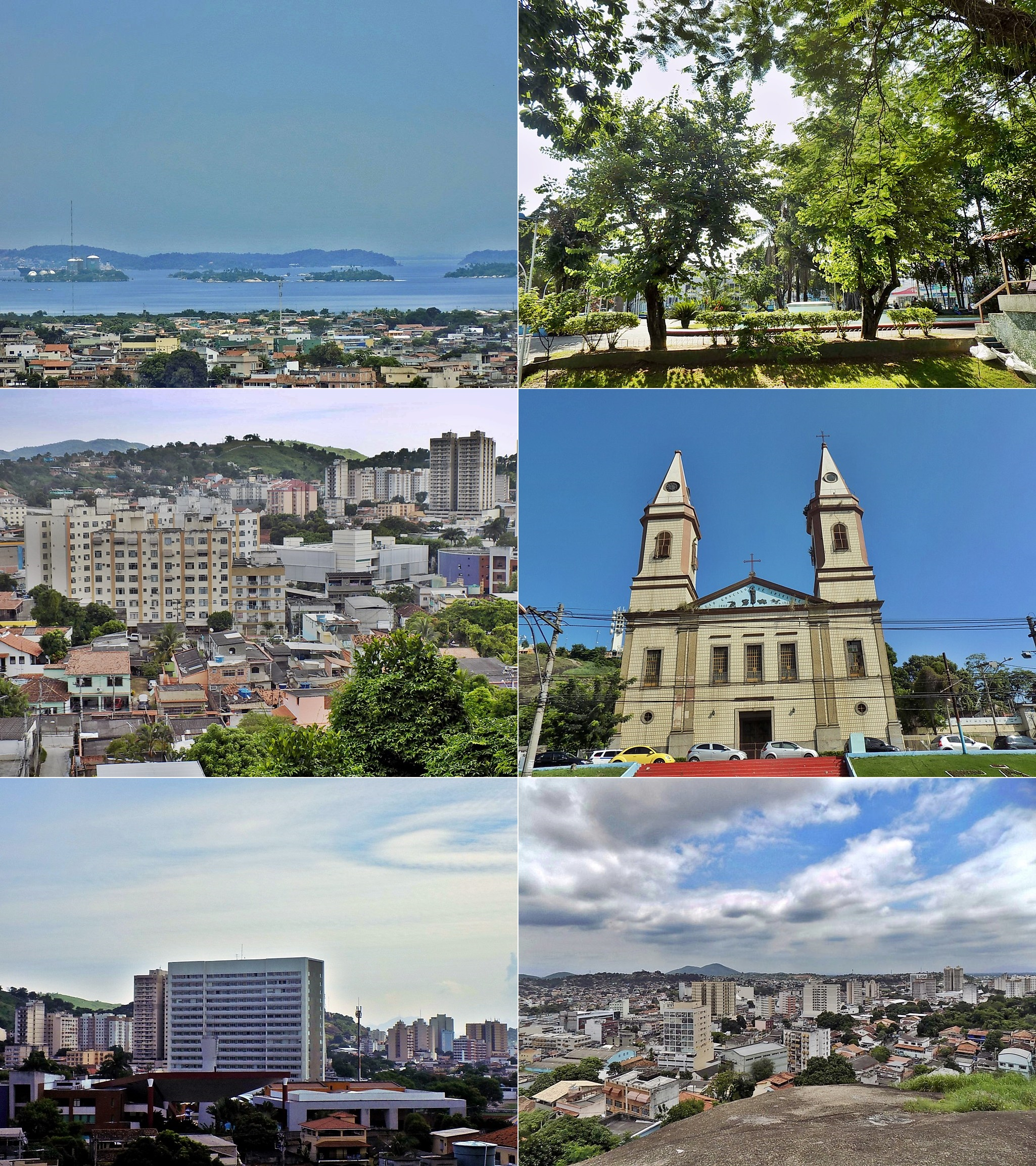
Fotocolagem com vistas do Centro de São Gonçalo

Popularmente conhecido como "Rodo de São Gonçalo", graças ao antigo bonde que, ao chegar ao Centro, fazia o "rodo" para retornar ao Centro da cidade vizinha de Niterói, o bairro comporta uma ampla área comercial, sendo o coração financeiro, econômico e político do município, ao lado de Alcântara, com presença de muitos bancos, lojas, restaurantes, prédios e edifícios comerciais e residenciais. . 

## O bairro
No Centro localiza-se a Prefeitura de São Gonçalo, a Igreja Matriz de São Gonçalo, o Partage Shopping e o Rodo Shopping, diversas escolas e hospitais públicos e particulares, cartórios, órgãos do governo, o Cemitério São Gonçalo, Clube Esportivo Mauá, vários bares, padarias, lanchonetes, restaurantes, lojas de móveis, calçados, roupas, diversos edifícios e prédios comercias e residências e inúmeros locais de lazer e cultura.            
As principais avenidas e ruas do Centro de São Gonçalo são: Av. Presidente Kennedy,  Rua Feliciano Sodré, Rua Doutor Nilo Peçanha, Rua Salvatori, Coronel Moreira César, Coronel Serrado, Av.18 do Forte, Rua Carlos Gianelli, Rua Sá Carvalho e Rua Doutor Francisco Portela. 
O Centro de São Gonçalo e sua grande área comercial também engloba o Zé Garoto e o Rodo de São Gonçalo. O Centro tem um intenso tráfego de automóveis e grande circulação de pessoas que vão à procura de sua grande variedade comercial, áreas de lazer, órgãos do governo, trabalho, além de hospitais, escolas, igrejas, empresas e etc.
Existem diversos órgãos do governo e de serviços públicos e privados no Centro de São Gonçalo, são eles: Ministério do Trabalho e Emprego, Tribunal Regional do Trabalho, Serviço de Junta Militar, Cartório Silva Netto, Cartório do 5 Oficio de São Gonçalo, Cartório de 4 Oficio, Defensoria Pública, Ministério da Fazenda, Correios e Previdência Social.   Sua população é de 6233 habitantes.

## Comércio
O Centro de São Gonçalo tem uma infinidades de lojas e serviços de diferentes ramos, são eles: calçados, roupas, móveis e eletrodomésticos, cosméticos, alimentício e etc. Também se localiza diversos bares, lanchonetes, restaurantes, farmácias, bancos, perfumarias, consultórios, mercados e lojas de utensílios domésticos. 
O Centro é bem servido de 2 supermercados e diversos outros pequenos mercados, o Boulevard Shopping construído há alguns anos, o Rodo Shopping que é uma galeria de lojas, diversos edifícios comercias e residências, uma feira de diversos produtos na Praça do Rodo, Café Social e etc.

## Educação
No Centro da cidade localiza-se varias escolas públicas e particulares, as principais públicas são: Colégio Estadual Nilo Peçanha, Jardim de Infância Municipal Menino Jesus, Instituto de Educação Clélia Nanci, Colégio Municipal Presidente Castello Branco, SENAI de São Gonçalo. As principais particulares são: Educandário Cecilia Meirelles, Colégio Nossa Senhora das Dores, Sistema Elite de Ensino, Colégio Califórnia, Colégio Cenecista Orlando Rangel, Colégio M3, Santa Terezinha.
No Centro existem diversas escolas públicas e particulares, nota-se durante a semana, o grande fluxo de estudantes de varias escolas que deslocam-se de diversos bairros da cidade para dirigir-se ás escolas onde estudam.

## Saúde
No Centro existe alguns hospitais e diversos consultórios médicos, são eles: (públicos) Hospital Luiz Palmier, Pronto Socorro Infantil e Pronto Socorro Central, (particulares) Hospital e Clínica São Gonçalo, Hospital dos Olhos Santa Terezinha, Hospital São José dos Lírios, Clínica Fórum e diversos consultórios de varias finalidades.

## Cultura
Nas vias principais do Centro de São Gonçalo, todos os anos é feito no dia de Corpus Christi o maior tapete de sal da América Latina. sendo noticiado em diversos jornais e canais de televisão este grande feito. 
Anualmente, no dia 22 de Setembro, aniversário da emancipação de São Gonçalo, é comemorado com um grande evento e desfile de diversas escolas pelas ruas do Centro da cidade, atraindo milhares de pessoas todos os anos.
No dia 10 de Janeiro é comemorado na Igreja Matriz, o dia do padroeiro do município, São Gonçalo de Amarante.
Há também a Casa das Artes, com exposições de artistas gonçalense.

## Clima
O clima do Centro é o mesmo de todo município de São Gonçalo, ameno e seco (20º a 35º). 

## Principais edifícios e pontos turísticos

Centro de São Gonçalo

- Igreja Matriz São Gonçalo de Amarante
- Primeira Igreja Batista de São Gonçalo
- Igreja Presbiteriana de São Gonçalo (Igreja e Asilo Lar Samaritano)
- Prefeitura Municipal de São Gonçalo
- Praça Luiz Palmier
- Hospital & Clínica São Gonçalo
- Edifício Palácio do Comércio
- Centro Empresarial São Gonçalo
- Office Tower
- SESI/SENAI
- Rodo Shopping Construções
- Edifício Portinari
- Asilo Amor ao Próximo
- São Gonçalo Center
- Condomínio Barão de Mauá
- Clube Esportivo Mauá
- Partage São Gonçalo Shopping
- Icon Business & Mall